# Biserica de lemn din Repedea

Biserica de lemn din Repedea, foto: ca 1948, în arhiva parohială.

Biserica de lemn din Repedea s-a aflat în satul Repedea din județul Maramureș. A fost ridicată în anul 1769 și demolată înainte de 1955. 

## Istoric
Conform datelor de arhivă biserica a fost ridicată în anul 1769. Biserica de lemn a fost surprinsă într-o imagine de epocă, care identifică o biserică joasă, cu un acoperiș simplu, în patru ape. Un pridvor adăpostea intrarea pe latura de apus. Peste biserică se înălța un turn cu foișor pentru două clopote. A fost demolată după al doilea război mondial, înainte de promulgarea legii monumentelor istorice din 1955. 